# Les Mousquetaires de la reine (opéra)

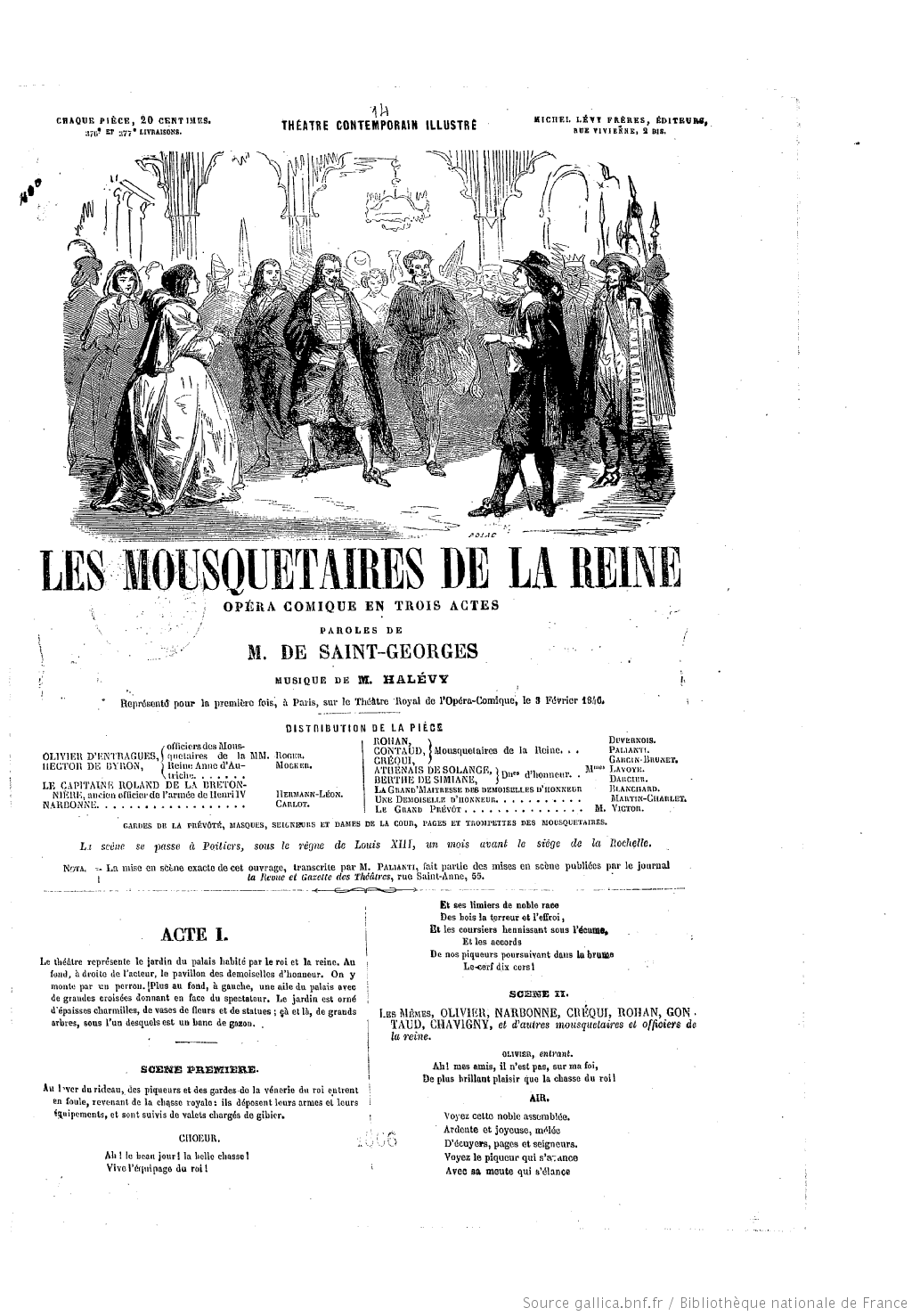

Pour les articles homonymes, voir Les Mousquetaires de la reine.
Les Mousquetaires de la reine est un opéra comique en trois actes que Fromental Halévy composa sur un livret de Jules-Henri Vernoy de Saint-Georges. La première eut lieu dans la salle Favart de l'Opéra-Comique, à Paris, le 3 février 1846,.

## Changement de titre
Dès octobre 1845, les répétitions de l'œuvre allaient bon train sous le titre Une nuit blanche,. L'auteur et le directeur de l'Opéra-Comique s'avisèrent toutefois en décembre 1845 que les Variétés présentaient Une nuit blanche ou La Petite Maison de Leuven et Brunswick. C'est alors que le titre Les Mousquetaires de la reine fut choisi, vu le grand succès que Les Trois Mousquetaires d'Alexandre Dumas avait connu plus tôt.

## Rôles

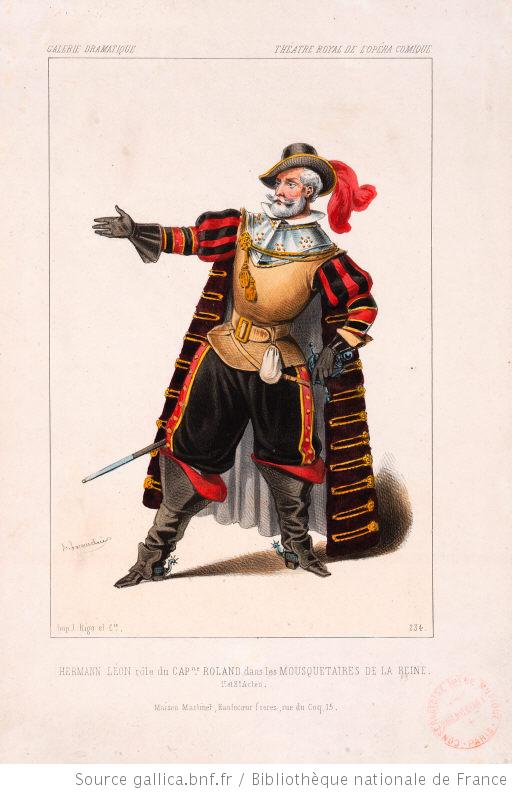
Léonard Hermann dans le rôle de Roland

| Rôle                                                                                                | Rôle                                                    | Voix          | Distribution à la première, le 3 février 1846                 |
| --------------------------------------------------------------------------------------------------- | ------------------------------------------------------- | ------------- | ------------------------------------------------------------- |
| Olivier d'Entragues Hector de Biron                                                                 | officiers des mousquetaires de la reine Anne d'Autriche | ténor baryton | Gustave-Hippolyte Roger Toussaint-Eugène-Ernest Mocker        |
| Le capitaine Roland de la Bretonnière                                                               | ancien officier de l'armée de Henri IV                  | basse         | Léonard Hermann, dit Hermann-Léon                             |
| Narbonne Rohan Gontaud Créqui                                                                       | mousquetaires de la reine                               | basses        | Carlot Duvernois Georges-Marie-Vincent Palianti Garcin-Brunet |
| Athénaïs de Solange Berthe de Simiane                                                               | demoiselles d'honneur                                   | sopranos      | Anne-Benoîte-Louise Lavoye Céleste Darcier                    |
| La grande maîtresse des demoiselles d'honneur                                                       | La grande maîtresse des demoiselles d'honneur           |               | Blanchard                                                     |
| Une demoiselle d'honneur                                                                            | Une demoiselle d'honneur                                |               | Martin-Charlet                                                |
| Jacques Laubardemont                                                                                | grand prévôt des armées et cours de justice du royaume  |               | Victor                                                        |
| Gardes de la prévôté, masques, seigneurs et dames de la cour, pages et trompettes des mousquetaires |                                                         |               |                                                               |

## Argument
La scène se passe à Poitiers, sous le règne de Louis XIII, un mois avant le siège de La Rochelle.

### Acte I
Après qu'Olivier a décrit les plaisirs de la chasse du roi (Ah ! mes amis, il n'est pas), Berthe recommande aux guerriers et aux chevaliers de faire preuve de constance envers leur belle plutôt que de vouloir dégainer leur épée contre qui ne reconnaît pas la supériorité de la beauté de leur dame (Ah ! Messieurs, mon conseil est sage). Athénaïs confie ses soupirs amoureux au bocage épais et aux zéphyrs (Me voilà seule enfin !). Elle est prête à se fier à l'honneur et à la promesse de son amoureux et à entendre le soir même les vœux de ce dernier. Suivant les règles de tournoi dictées par la reine, Berthe défie celui que les dames choisiront pour les aimer et obéir à leur moindre désir de leur rester fidèle huit jours. Les chevaliers font le serment de mourir ou de vivre pour elles. Hector est le chevalier qui obtient l'écharpe, gage de ce « tendre servage », des mains de Berthe. Plus tard, il a hâte de pénétrer dans un pavillon, une fois la lumière éteinte, pour toucher l'âme de son amoureuse (Le bal commence).

### Acte II
Roland apprend à Olivier que ce dernier a été nommé duc de Montbarret, ce dont la foule se réjouit, et qu'à ce titre, il peut donc maintenant choisir une femme dans la maison même du roi (Par là, morbleu ! que l'on s'efface). Dans le quatuor suivant, Olivier demande à Hector d'arrêter Athénaïs et Berte, qui approchent (Mon ami, les voici). Athénaïs veut punir Olivier d'avoir eu l'audace de l'aborder en public et s'apprête à quitter les lieux sans décolérer, Hector cherche à sortir Olivier de ce faux pas, et celui-ci lit un reproche dans le regard d'Athenaïs. Il lui avoue l'aimer, mais elle souhaite qu'il se taise en ce lieu public. Hector demande à Athénaïs de pardonner à Olivier qu'elle aime, mais, avec Berthe, elle les quitte, fidèle à son devoir. Cette dernière revient avec un message de sa compagne : Olivier peut compter sur l'amour s'il se montre prudent et discret et va pouvoir reconnaître Athenaïs par son domino bleu au bal masqué qu'il y aura ce soir-là. (Comme un bon ange). Au bal, pendant qu'Olivier cherche sa bien-aimée parmi les dominos, le grand prévôt vient l'arrêter pour avoir tué en duel le comte de Guébriac la veille à minuit, car on voit dans la croix de Jérusalem d'Olivier trouvé sur le mort le gage de ce combat. Roland se voit la cause de la perte d'Olivier. Athénaïs déclare l'innocence de ce dernier, car il était avec elle à l'heure du duel, mais Olivier, qui préfère mourir plutôt que de flétrir l'honneur de sa bien-aimée, jure que c'est faux et est prêt à se soumettre à la justice.

### Acte III
Berthe dit au chœur des demoiselles d'honneur de se réjouir, car la reine a décidé de marier Anéthaïs à son amant alors que le cardinal voulait la punir en la faisant rentrer au couvent (Plus de chagrin, plus de tristesse). Olivier demande à voir Athénaïs, qui a sauvé sa vie (Enfin un jour plus doux se lève). Tandis qu'Athénaïs se réjouit de l'épouser bientôt, il espère connaître le nom du traître et se venger de lui (Trahison ! Perfidie, infamie !) Bien que Roland ait promis à son saint patron de ne plus se battre (Saint Nicolas, ô mon patron), Hector lui avoue être le traître qu'Olivier cherche, et Roland, qui souhaite éviter un combat à ce dernier, provoque Hector en duel et convient avec lui d'un lieu et d'une heure pour le combat. Olivier mène Athénaïs à l'autel.

## Critiques
En février 1846, à la première de l'œuvre à Berlin sous le titre Die Musketiere der Köningin, Meyerbeer jugea que l'opéra plaisait sans faire fureur.
En 1899, Le Ménestrel signalait qu'il fallait remonter jusqu'à La Dame blanche (1825) ou descendre jusqu'à L'Étoile du Nord (1859), dans les annales de l'Opéra-Comique, pour rencontrer une réussite aussi prompte et aussi complète que celle des Mousquetaires. « Le sujet parut intéressant, varié, dramatique et gai tout à la fois ; la partition spirituelle et vive, semée de mélodies charmantes qui rehaussaient encore le mérite d'une facture solide, d'une connaissance profonde de la scène et de l'orchestre. » Le 25 février, le roi fit même venir la production aux Tuileries.

## Suites
L'œuvre inspira la Fantaisie sur Les Mousquetaires de la reine, op. 181, de Friedrich Kalkbrenner (1846), la Fantaisie brillante sur Les Mousquetaires de la reine, op. 86, d’Henri Rosellen (1846) et le Nocturne sur la romance de l'opéra Les mousquetaires de la reine, op. 36, d'Adolphe David (1878).

## Au cinéma
Le réalisateur français Georges Méliès réalise en 1903 Les Mousquetaires de la reine et en 1909 Le Mousquetaire de la reine.